# Epinephelus tuamotuensis
Epinephelus tuamotuensis és una espècie de peix de la família dels serrànids i de l'ordre dels perciformes.

## Morfologia
Els mascles poden assolir els 66 cm de longitud total.

## Distribució geogràfica
Es troba a les Tuamotu i a Pitcairn.